# Bereitschaftsmunition
Als Bereitschaftsmunition wird Munition bezeichnet, die sofort und ohne großen Aufwand griff- und einsatzbereit ist.

## Allgemein
Je nach Waffenart wird die Bereitschaftsmunition etwas anders gehandhabt. Infanterieeinheiten haben eine gewisse Anzahl Bereitschaftsmunition am Mann. Weitere Munition wird im Nachschub nachgeführt oder lagert auch in Munitionsdepots oder -containern in Kasernen oder Feldlagern. Neben der Bereitschaftsmunition führen verschiedene Einheiten ihre Munition teilweise zerlegt oder in speziellen Bunkern und Munitionscontainern mit sich. In Festungsbatterien wird die Munition ebenfalls in Bunkern oder z. B. in Betonnischen gelagert. Bei mobilen Artillerieeinheiten wird neben der Bereitschaftsmunition Munition auf Transportfahrzeugen, in der Vergangenheit auf Fuhrwerken, in Munitionskästen direkt am Geschütz oder auch in Depots an Fahrzeugen mit Artillerieaufbau mitgeführt. Bei Geschütz-Bereitschaftsmunition muss nicht erst Zünder, Treibladung und Geschoss zusammengesetzt werden. Eine gewisse Anzahl befindet sich stets zusammengesetzt und in der Nähe des Geschützes.

## Beispiele aus verschiedenen Einheiten
Von der Kampfbeladung des Kampfpanzers Leopard 2 lagern 15 Schuss Bereitschaftsmunition griffbereit für den Ladeschützen  hinter einem druckdichten Schott im Turm. Die weitere Munition lagert, nicht unmittelbar zugänglich, in der Wanne. Der österreichische Schützenpanzer Ulan verfügt über 200 Schuss Bereitschaftsmunition für seine 30-mm-Maschinenkanone und 600 Schuss für sein 7,62-mm-Maschinengewehr.
Die Schiffsgeschütze auf der Fregatte Hamburg sind mit 80 Schuss Bereitschaftsmunition aufmunitioniert. Weitere Munition wird zerlegt und in Munitionsbunkern auf dem Schiff gelagert.